# نمونه (ماده)

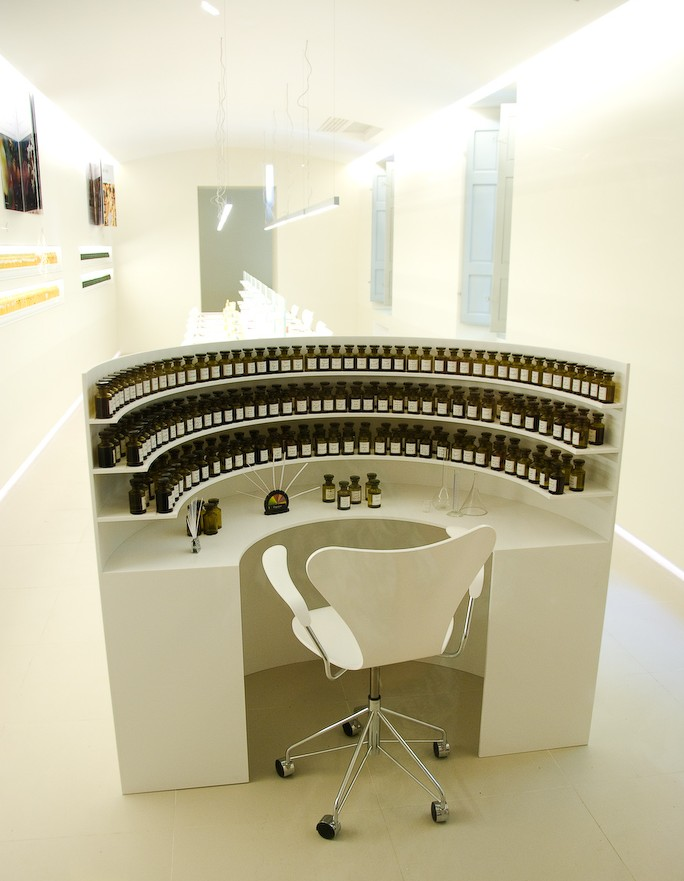
ظروف حاوی نمونه‌های مواد معطر که جهت آزمون و بررسی نگه داری می‌شود.

نمونه(به انگلیسی: Sample) در شیمی تجزیه به مقدار اندکی از ماده گفته می‌شود که جهت تجزیه و تحلیل برخی خواص شیمیایی یا فیزیکی از ماده اصلی برداشته می‌شود. نمونه خواص و ویژگی‌های کامل مشابه با ماده اصلی دارد. با توجه به نوع آزمون انجام شده روی نمونه (آزمون مخرب یا غیر مخرب) ممکن است نمونه قابل استفاده مجدد باشد یا دور ریخته شود. در برخی از شرایط نمونه برداری از محصول تولیدی ممکن نیست که در این شرایط برای تجزیه مواد مورد نظر از روش‌های غیرمستقیم و بدون نیاز به نمونه برداری استفاده می‌شود.